# 柴嶺タカシ
柴嶺 タカシ（しばみね タカシ、9月29日 - ）は、日本の男性漫画家・イラストレーター。和歌山県出身。千葉県在住。血液型はO型。商業誌ではアンソロジーコミック作品を多数担当。「Quasar Drive」という同人サークルを主宰している。

## 略歴
徳島県在住中に知り合った人物がきっかけとなり、イラストの仕事や同人活動を始める。2005年にアンソロジーコミック作品で商業誌デビューを果たし、2006年3月には現在住の千葉県に引っ越した。2010年からは漫画雑誌での作品連載をスタートさせ、現在に至る。

## 人物
パソコンの修理等を得意とし、ゲーム全般（主に美少女ゲーム・音楽ゲーム）が趣味。藤子・F・不二雄の漫画作品を好んでいる。また、家族には年はあまり離れていない兄がいる。

## 作品リスト

### 連載中
- 黒のカミサマと白のアデプト（KADOKAWA『月刊コミックアライブ』連載 、2018年6月号[8] - 2022年8月号→『ComicWalker』「アライブ＋」レーベル 2022年7月27日[9] - ）
- 外れスキルでSSSランク魔境を生き抜いたら、世界最強の錬金術師になっていた〜快適拠点をつくって仲間と楽しい異世界ライフ〜（原作：マライヤ・ムー、今井三太郎、蒼乃白兎、キャラクター原案：福きつね、スターツ出版『comicグラスト』連載、第62号 - ）

### 連載終了
- uni.（原作：CIRCUS、角川書店『コンプティーク』連載・角川コミックス・エース、2010年10月号 - 2011年3月号、全1巻）
- つきツキ!（原作：後藤祐迅 、メディアファクトリー『月刊コミックアライブ』連載・MFコミックス アライブシリーズ、2011年8月号 - 2016年7月号、全7巻）

### アンソロジーコミック
- アンソロジーコミックス『Fate/stay night』 8巻（宙出版、2005年）
- マジキュー4コマ『Fate/hollow ataraxia』 6巻（エンターブレイン、2008年）
- マジキュー4コマ『ToHeart2』1巻（エンターブレイン、2008年）
- マジキュー4コマ『タユタマ -Kiss on my Deity-』 2・3・4巻（エンターブレイン、2009年）
- マジキュー4コマ『ましろ色シンフォニー』1巻（エンターブレイン、2010年）
- ToHeart2 アンソロジーコミック Precious Days 1・2巻（カプコン、2008・2009年）
- 快盗天使ツインエンジェル2 アンソロジーコミック 1・2巻（カプコン、2009・2010年）
- 僕は友達が少ない 公式アンソロジーコミック（メディアファクトリー、2011年）

### その他
- シルバーレイン（トミーウォーカー） - イラストマスターを担当[10]。